# Droga wojewódzka 574
Die Droga wojewódzka 574 (DW 574) ist eine 16 Kilometer lange Droga wojewódzka (Woiwodschaftsstraße) in der polnischen Woiwodschaft Masowien, die Dobrzyków mit Sewerynów verbindet. Die Strecke liegt im Powiat Płocki und im Powiat Gostyniński.

## Streckenverlauf
Woiwodschaft Masowien, Powiat Płocki
-  Dobrzyków (DW 575)
- Nowe Grabie (Deutsch Grabie)
- Grabie Polskie
-  Gąbin (Gombin) (DW 577)

Woiwodschaft Masowien, Powiat Gostyniński
- Waliszew
- Szczawin Borowy-Kolonia
-  Sewerynów (DW 573)